# Liste der Regionen in Mauretanien
Hier ist eine Liste der Regionen in Mauretanien.
Der Staat gliedert sich in 15 Regionen (französisch région; arabisch ولاية, DMG Wilāya), davon unterteilen seit 2014 drei Regionen die Metropolregion Nouakchott. Die folgende sortierbare Liste gibt neben dem Namen der Verwaltungsregion den Namen der Hauptstadt und den Code nach ISO 3166-2 an.
| Region             | Hauptstadt       | Code  |
| ------------------ | ---------------- | ----- |
| Adrar              | Atar             | MR-07 |
| Assaba             | Kiffa            | MR-03 |
| Brakna             | Aleg             | MR-05 |
| Dakhlet Nouadhibou | Nouadhibou       | MR-08 |
| Gorgol             | Kaédi            | MR-04 |
| Guidimaka          | Sélibaby         | MR-10 |
| Hodh Ech Chargui   | Néma             | MR-01 |
| Hodh El Gharbi     | Aioun el Atrouss | MR-02 |
| Inchiri            | Akjoujt          | MR-12 |
| Nouakchott Nord    | Nouakchott       | MR-14 |
| Nouakchott Ouest   | Nouakchott       | MR-13 |
| Nouakchott Sud     | Nouakchott       | MR-15 |
| Tagant             | Tidjikja         | MR-09 |
| Tiris Zemmour      | Zouérat          | MR-11 |
| Trarza             | Rosso            | MR-06 |

## Départements
Die Regionen untergliedern sich wiederum in Moughataa genannte Départements (arabisch مقاطعة, DMG Muqāṭaʿa). Es bestehen die folgenden 61 Départements. Sie sind in der Reihenfolge der ISO 3166-2-Codierung der Verwaltungsregionen aufgeführt. In Klammern sind die Namen der zugehörigen Hauptstädte angegeben:

### Hodh Ech Chargui

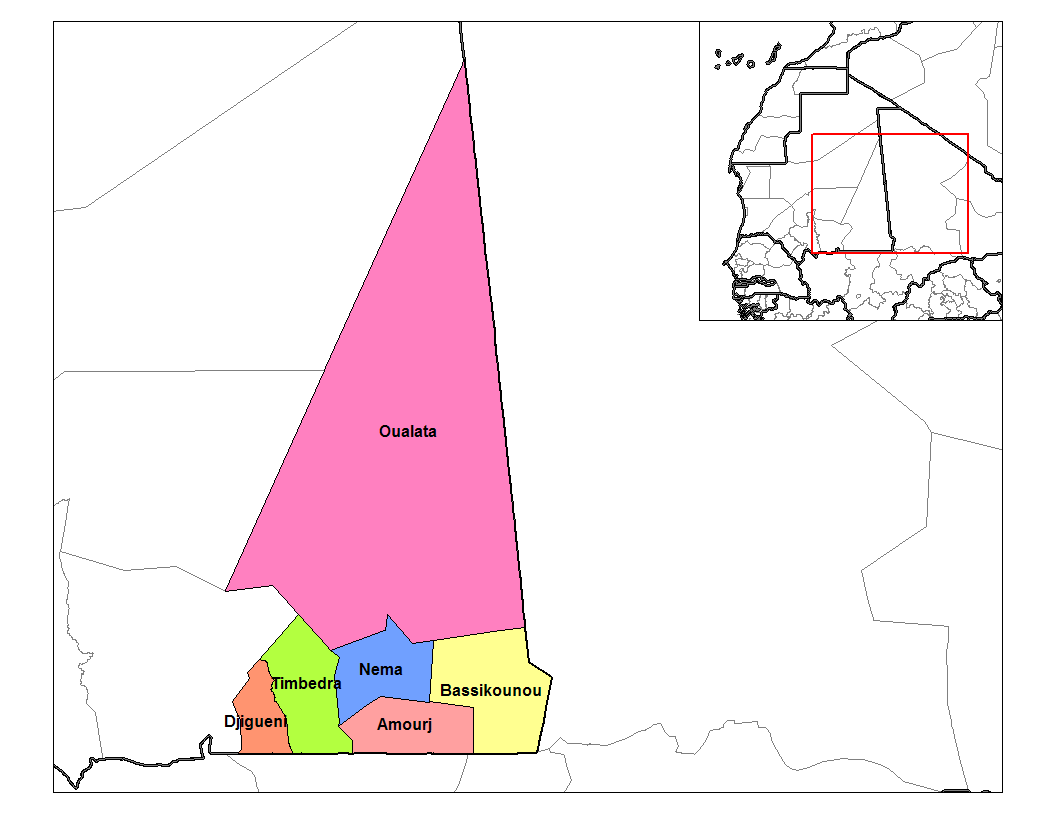
Départements von Hodh Ech Chargui

- Département Adel Bagrou (Adel Bagrou)
- Département Amourj (Amourj)
- Département Bassikounou (Bassikounou)
- Département Nbeiket Lehwach (Nbeiket Lehwach)
- Département Djiguenni (Djiguenni)
- Département Néma (Néma)
- Département Oualata (Oualata)
- Département Timbedra (Timbedra)

### Hodh El Gharbi

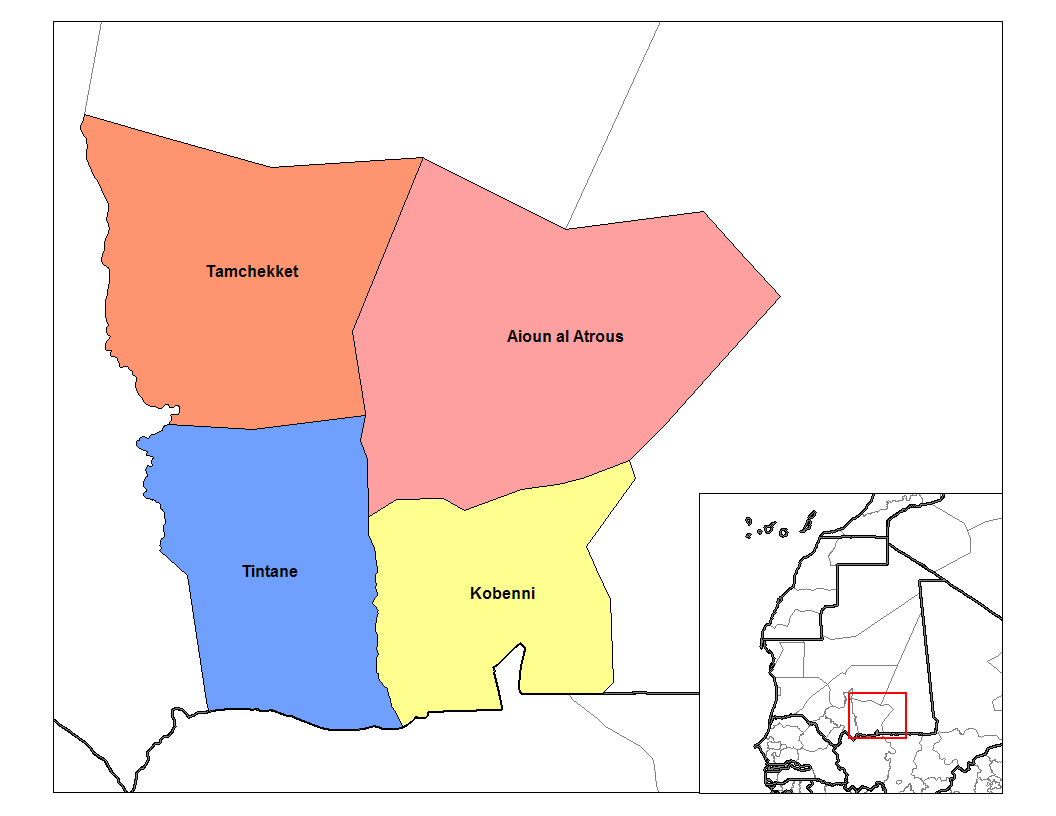
Départements von Hodh El Gharbi

- Département Aioun el Atrouss (Aioun el Atrouss)
- Département Kobenni (Kobenni)
- Département Tamchekett (Tamchekett)
- Département Tintane (Tintane)

### Assaba

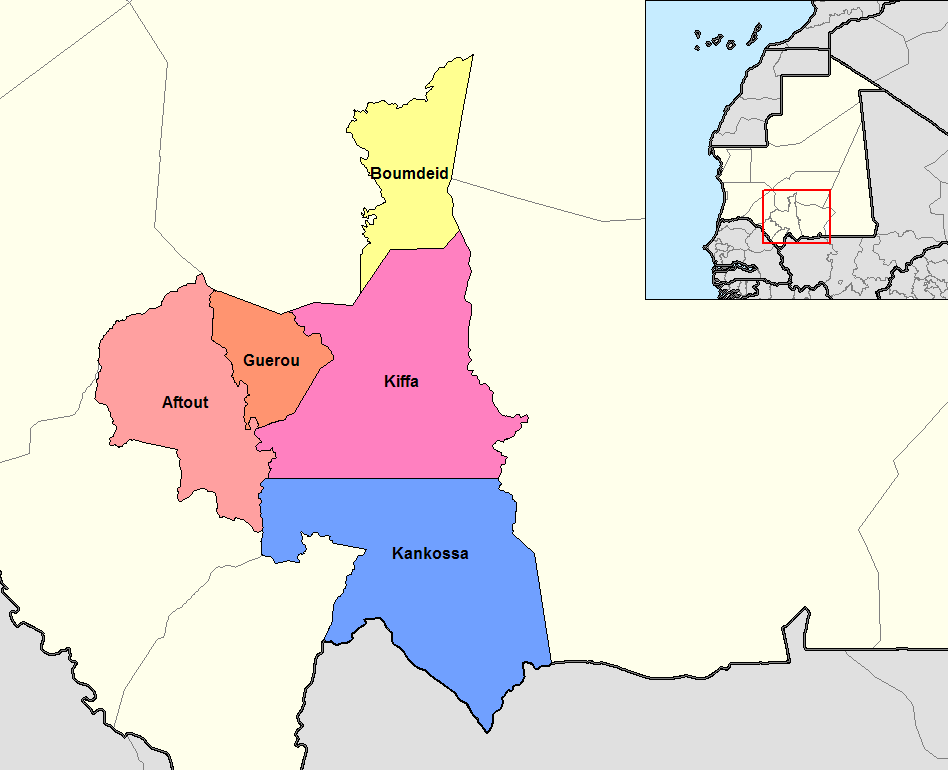
Départements von Assaba

- Département Barkewol (Barkewol)
- Département Boumdeid (Boumdeid)
- Département Guerou (Guerou)
- Département Kankossa (Kankossa)
- Département Kiffa (Kiffa)

### Gorgol

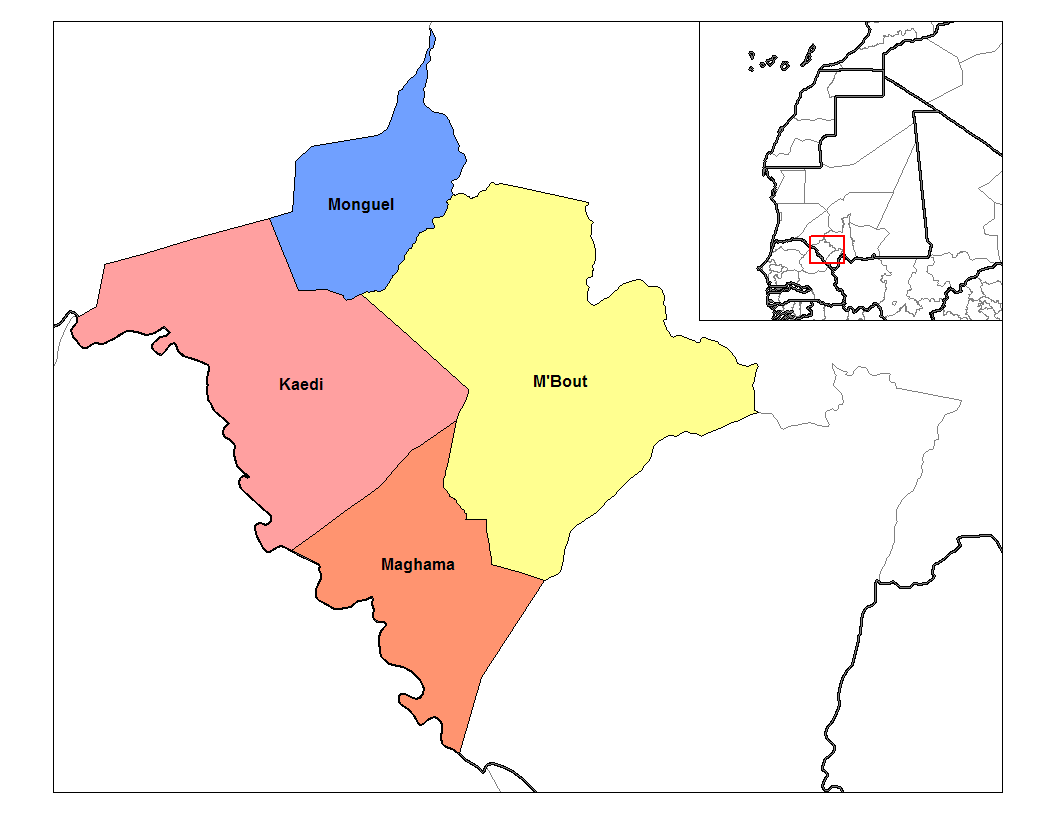
Départements von Gorgol

- Département Kaedi (Kaedi)
- Département Mbout (Mbout)
- Département Maghama (Maghama)
- Département Monguel (Monguel)

### Brakna
- Département Aleg (Aleg)
- Département Bababé (Bababé)
- Département Boghé (Boghé)

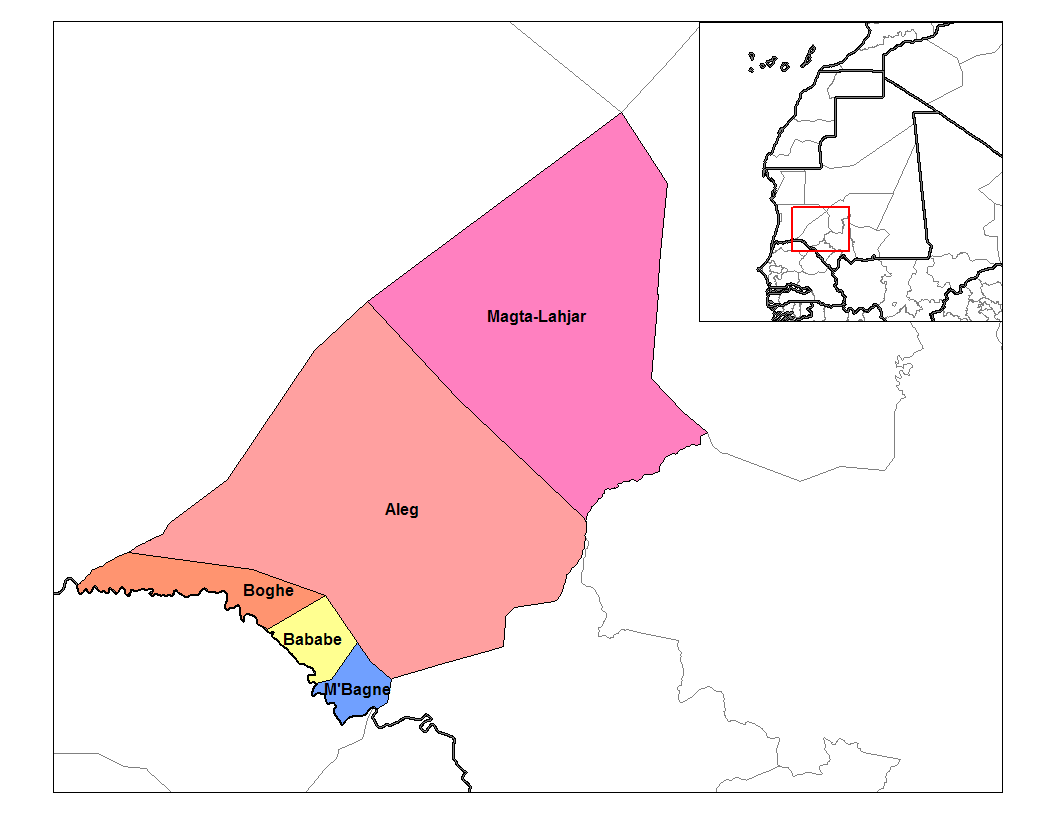
Départements von Brakna

- Département Magta Lahjar (Magta Lahjar)
- Département Mal (Mal)
- Département Mbagne (Mbagne)

### Trarza

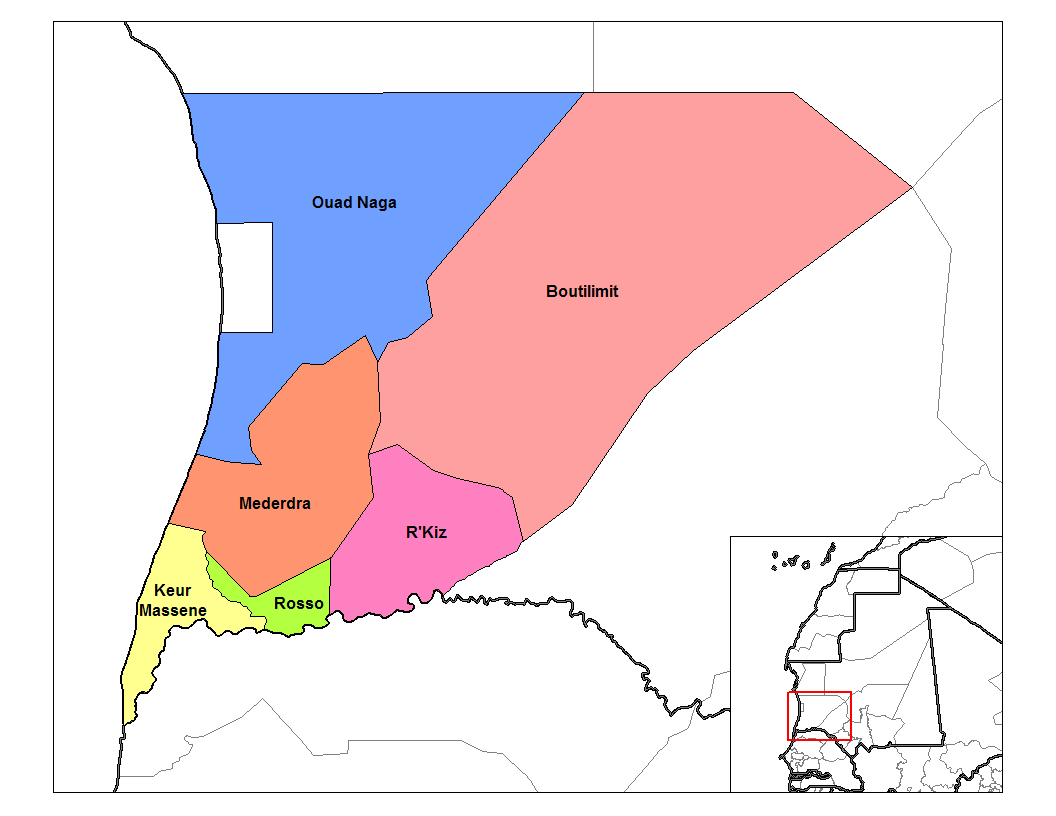
Départements von Trarza

- Département Boutilimit (Boutilimit)
- Département Keur Macene (Keur Macene)
- Département Mederdra (Mederdra)
- Département Ouad Naga (Ouad Naga)
- Département R’Kiz (R’Kiz)
- Département Rosso (Rosso (Mauretanien))
- Département Tékane[1] (Tékane)

### Adrar
- Département Atar (Atar)

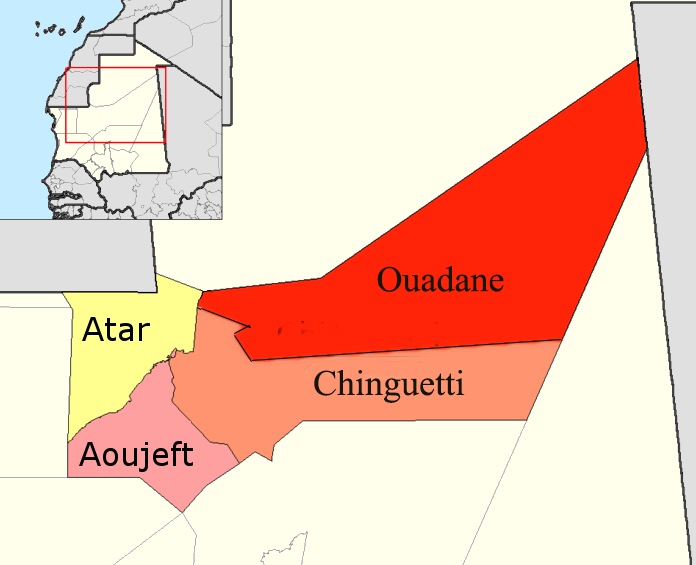
Départements von Adrar

- Département Chinguetti (Chinguetti)
- Département Aoujeft (Aoujeft)
- Département Ouadane (Ouadane)

### Dakhlet Nouadhibou

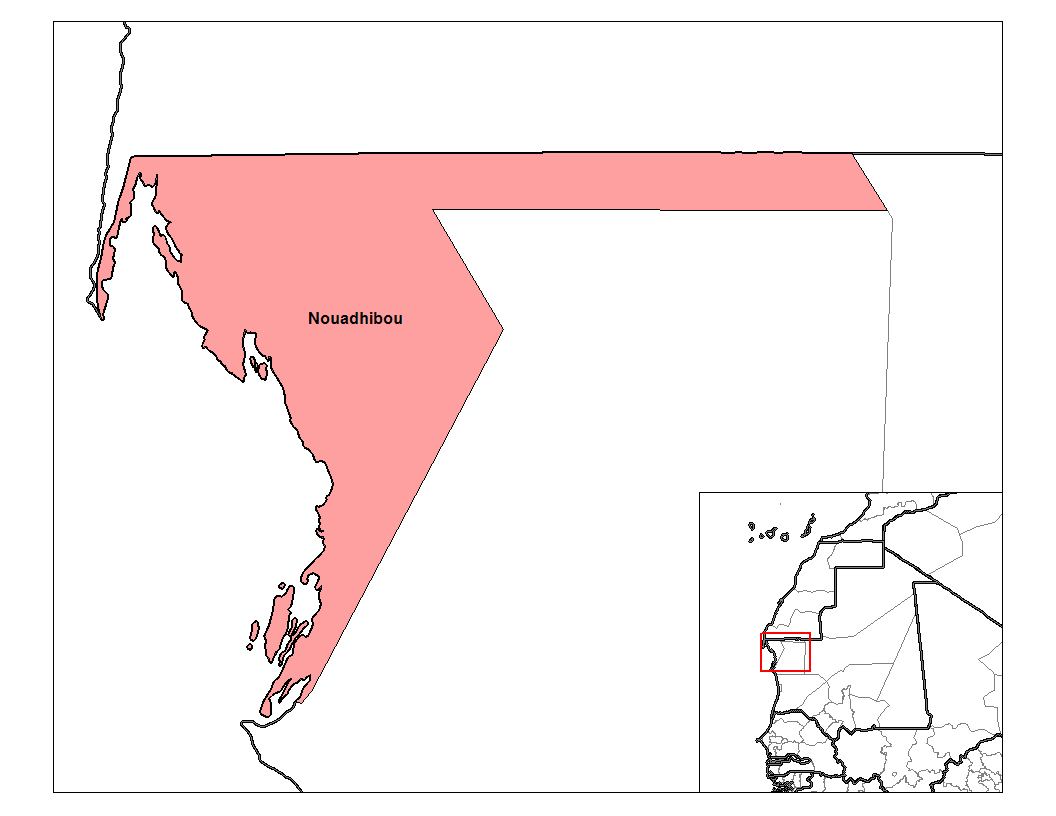
Dakhlet Nouadhibou (Département)

- Département Chami
- Département Nouadhibou

### Tagant

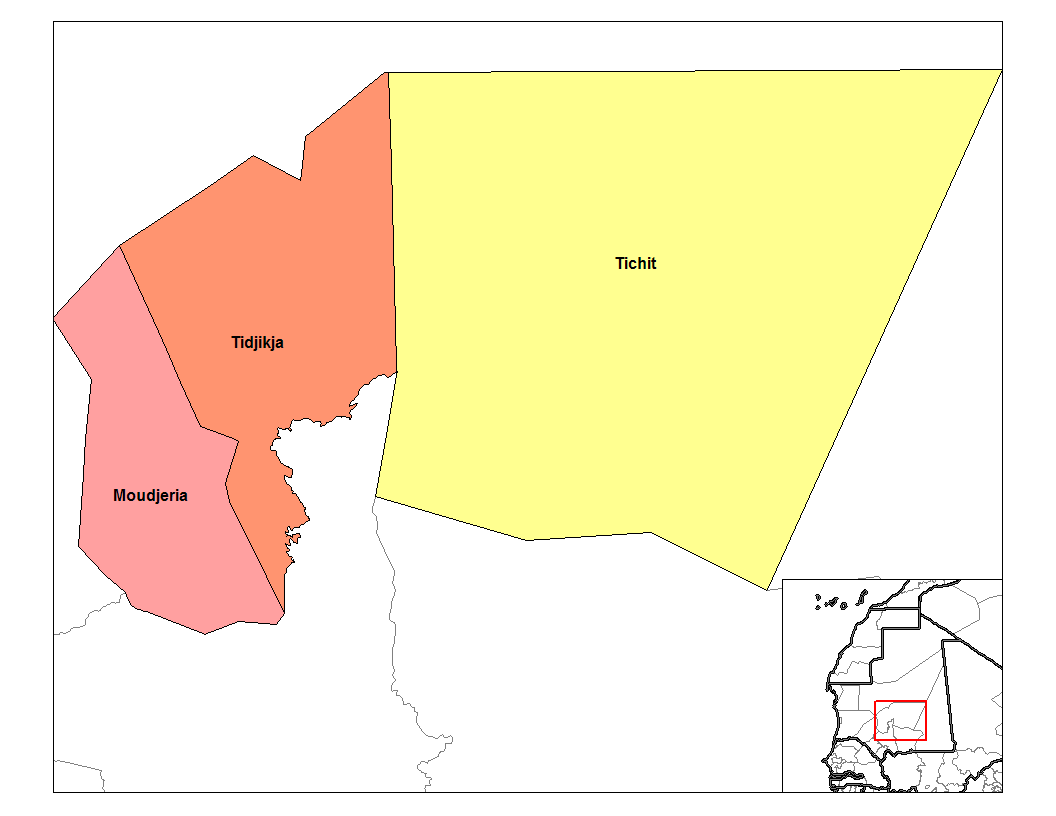
Départements von Tagant

- Département Moudjeria (Moudjeria)
- Département Tichit (Tichit)
- Département Tidjikja (Tidjikja)

### Guidimaka
- Département Ghabou (Ghabou)

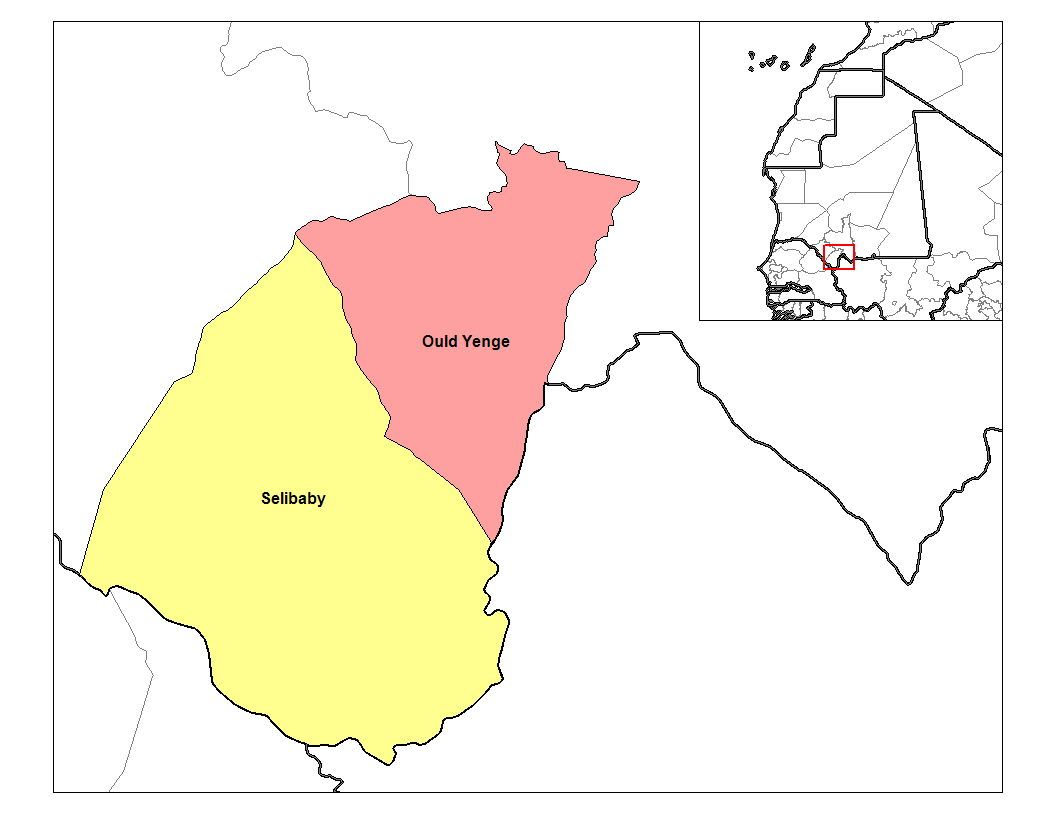
Départements von Guidimaka

- Département Ould Yengé (Ould Yengé)
- Département Sélibaby (Sélibaby)
- Département Wompou (Wompou)

### Tiris Zemmour

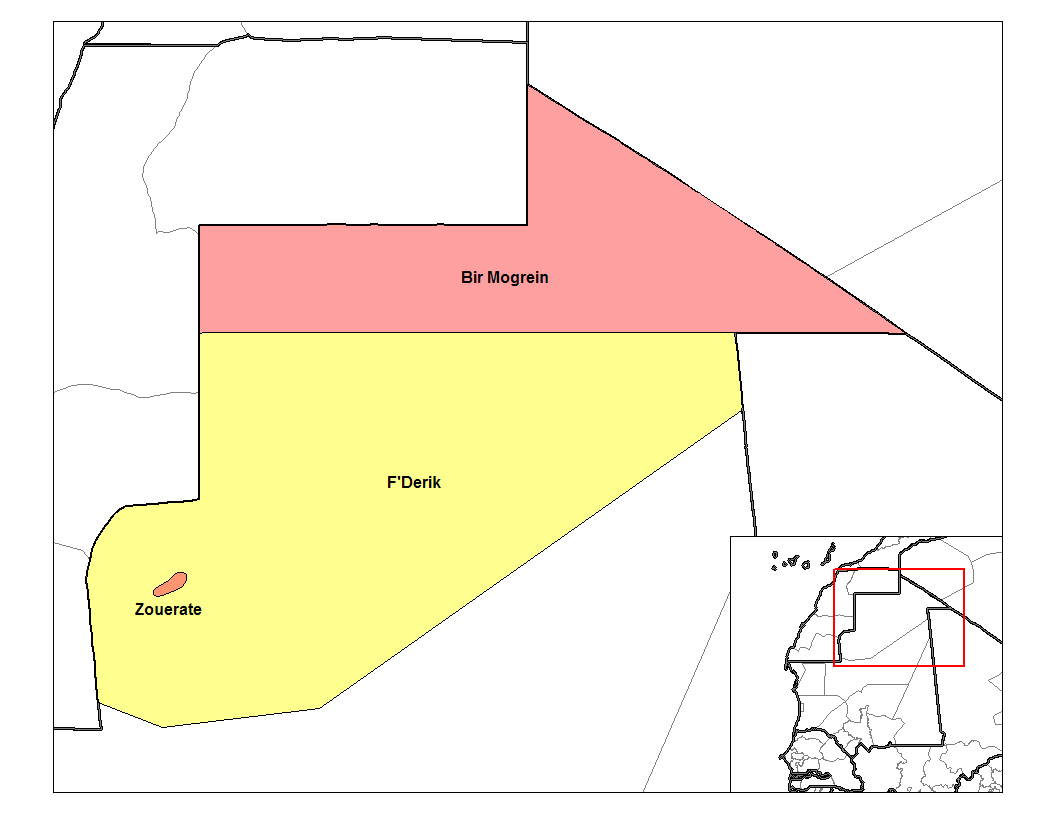
Départements von Tiris Zemmour

- Département Bir Moghrein (Bir Moghrein)
- Département F’Derik (F’dérik)
- Département Zouérat (Zouérat)

### Inchiri

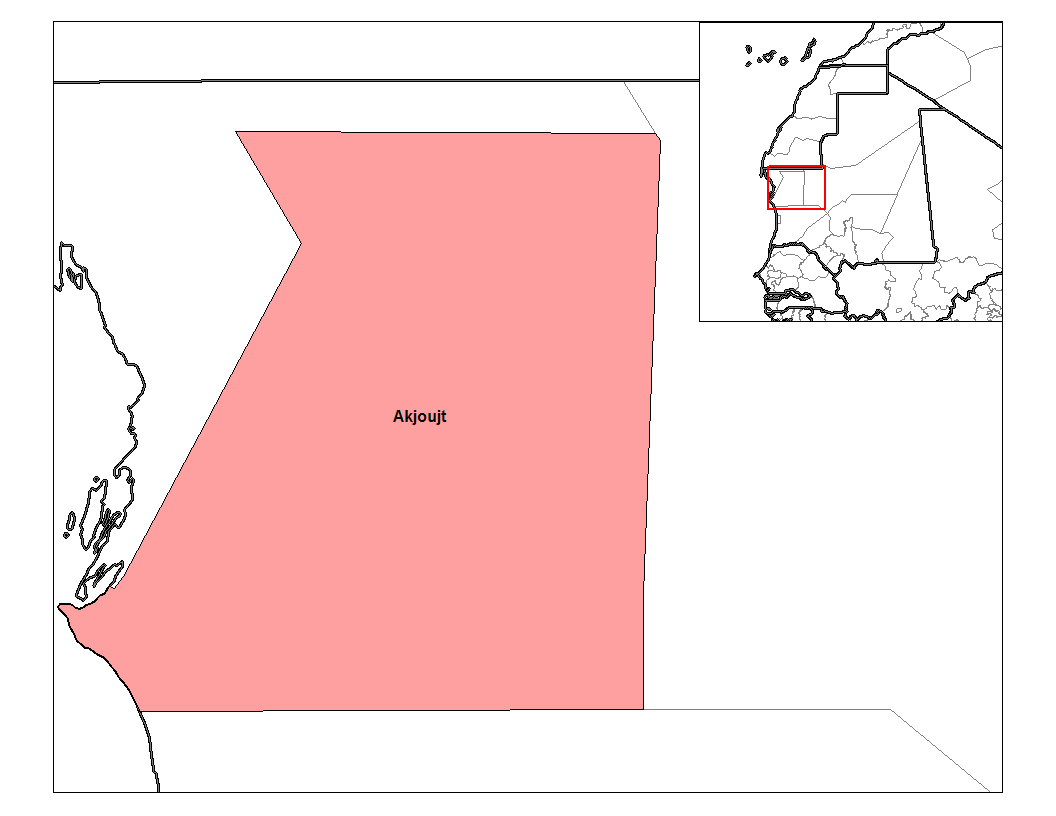
Inchiri (Département)

- Département Akjoujt (Akjoujt)
- Département Benichab (Benichab)

### Nouakchott
- Nouakchott Ouest
- Département Ksar
- Département Sebkha
- Département Tevragh-Zeina

- Nouakchott Nord
- Département Dar-Naim
- Département Teyarett
- Département Toujouonine

- Nouakchott Sud
- Département Arafat
- Département El Mina
- Département Riyad